# Elliot Lake
Elliot Lake es una ciudad en el distrito de Algoma, Ontario, Canadá. Se encuentra en el norte del lago Hurón, en medio del camino entre las ciudades de Sudbury y Sault Ste. Marie en el Norte de Ontario. Está ubicada en el Escudo Canadiense, por lo cual está rodeada de bosque, pantanos de almizcle, numerosos lagos, ríos serpenteantes y colinas de roca madre precámbrica.